# Ophiolepis paucispina
Ophiolepis paucispina är en ormstjärneart som först beskrevs av Thomas Say 1825.  Ophiolepis paucispina ingår i släktet Ophiolepis och familjen Ophiolepididae. Inga underarter finns listade i Catalogue of Life.